# Nage en eau vive
Ne doit pas être confondu avec Nage en eau libre.
La nage en eau vive est une activité sportive de glisse et de pleine nature née dans les années 1950 dans laquelle les nageurs descendent le cours d'une rivière, à l'aide d'un flotteur (planche d'eau vive) en se propulsant et dirigeant à l'aide de palmes.
Ce sport est couramment appelé hydrospeed, marque commerciale d'un des premiers flotteurs d'eau vive fabriqué en série pour cette discipline. Les pratiquants sont dénommés « nageurs (d'eau vive) » ou plus rarement « hydrospeedeurs ».

## Histoire

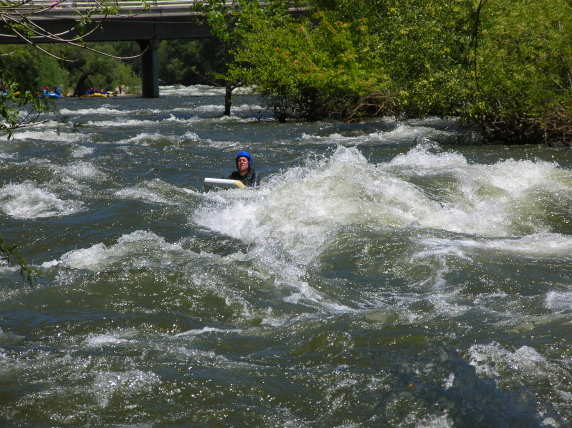
Nage en eau vive sur la rivière Kern (USA), 2006.

La nage en eau vive serait apparue au Canada à la fin des années 1950, avec les descentes hivernales de rivières et du fleuve Saint-Laurent par Louis Lourmais, équipé d'une combinaison de plongée, de palmes, tuba et masque.
Dans les années 1960, des nageurs d'eau libre descendent différentes rivières de France à la palme. À l'exemple de Louis Lourmais qui descend la Garonne en 1963. La pratique est médiatisée en France en 1967, par l'émission télévisée Les Coulisses de l'exploit qui montre la descente périlleuse du Tarn (1966) par quatre nageurs avec des sacs étanches (équipement de bivouac) servant aussi de bouée et de protection dans les rapides. Dans les années 1970, l'activité reste encore très confidentielle ; quelques dizaines de pratiquants en France. Le matériel se perfectionne progressivement, avec l'usage de chambres à air (1970) pour protéger les nageurs des chocs et noyades.
À partir de 1978, le Français Claude Puch invente et perfectionne un flotteur « l'hydrospeed », constitué d'une coque rigide (pare-chocs) entourant un flotteur insubmersible et muni de poignées, permettant de protéger le torse, le bassin et les bras du nageur des chocs contre les rochers. Au fil des années, l'hydrospeed se perfectionne au niveau de sa conception et des matériaux utilisés. 
Dans les années 1980, la pratique avec flotteur se développe dans le monde. Aux États-Unis, Robert Carlson descend des rivières de Californie en bodyboard puis conçoit un flotteur spécial. En Nouvelle-Zélande, Ged Hay descend des rivières en bodyboard. En Europe, le modèle de l'hydrospeed (ou des copies bricolées maison) se généralise auprès des nageurs d'eau vive ; des règles de sécurité et des principes de compétition sont définis. En 1980 est créé en France le Club de nage en eau vive du Laboratoire central des ponts et chaussées. Le matériel évolue également (flotteurs en mousse, combinaisons renforcées...). En 1984, il y aurait une centaine de pratiquants en France, en majorité des pratiquants de plongée sous-marine.
À partir des années 1990, la pratique sous forme de « loisir touristique » se développe en Europe et en Amérique du Nord, généralement organisée comme prestations de sociétés commerciales. En France, ce sport est intégré en 1990 aux disciplines de la Fédération française de canoë-kayak (FFCK), puis en 2008 à celles de la fédération française d'études et de sports sous-marins. Le premier championnat international est organisé en 2013 en Indonésie.

## Matériel et techniques
- Flotteur de nage en eau vive
- Vêtements isothermiques
- Casque
- Gilet d'aide à la flottabilité
- Palmes
- Corde

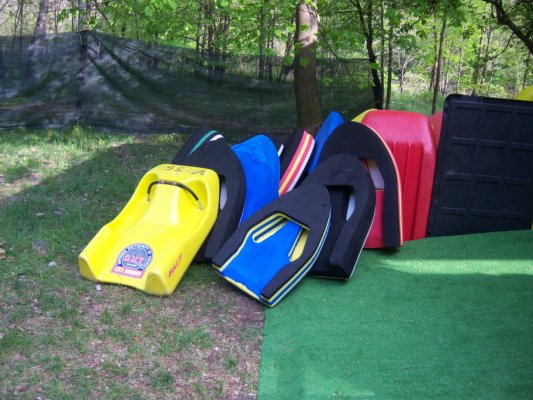
Planches de nage en eau vive

Pour pratiquer la nage en eau vive, il faut être équipé d'une combinaison néoprène intégrale munie de protections contre les chocs au niveau des jambes, d'un casque, d'un gilet, de palmes et d'un flotteur en mousse (l’hydrospeed).
Le flotteur en mousse permet de glisser et donc de naviguer, contrairement à une chambre à air qui ne sert qu'à flotter.
Le flotteur en mousse a remplacé le flotteur en plastique, beaucoup plus lourd et plus dangereux en cas de choc.
Les rivières à débit naturel sont idéales pour pratiquer la nage en eau vive, elles ne sont pas tributaires des lâchers de barrage et leur configuration (les rapides) change suivant les crues et les saisons.
Il faut néanmoins faire preuve de prudence, reconnaître les parcours, regarder la topographie, prendre connaissance de la météo et des risques auprès des personnes ayant la connaissance du terrain.

## Risques et sécurité
Comme pour toute activité de pleine nature, le nageur en eau vive s'expose à un certain nombre de risques induits par la rivière, même en ayant une parfaite connaissance du milieu. Il est primordial de prendre certaines précautions, et d'être prêt à intervenir à tout moment.

### Prévention
- L'équipe
- Le matériel/l'équipement
- La reconnaissance des lieux

### Action
- Le matériel
- Les techniques de sauvetage

## Loisir touristique
La nage en eau vive peut être pratiquée comme un loisir touristique, par des sportifs occasionnels sans expérience, sur des sections de rivière adaptées aux novices. Comme pour d'autres sports d'eau vive (canoë-kayak), les sensations sont intenses, par contre l'apprentissage technique est rapide et l'équilibre s'acquiert sur l'eau très rapidement. Cette pratique de découverte est généralement organisée par des sociétés commerciales, qui encadrent la pratique et proposent aux particuliers la location de matériel, hors du cadre d'un club sportif.

## Compétition
La compétition en nage en eau vive date de 1979 avec la descente du Fier, près d'Annecy. Une quinzaine de nageurs y participent. En 1986, avec le premier Critérium du Drac, près de Gap, on peut vraiment parler de compétition car l'organisation est au rendez-vous. Le matériel devient performant, et la FFNEV regroupe la majorité des passionnés, ce qui favorise l'organisation des événements.
Les compétitions se diversifient et on voit apparaître, comme dans le canoë-kayak, la descente, le slalom, le free-style, le boarder cross et le marathon.
Les premiers championnats de France voient leur apparition sous l'égide de la FFESSM en 1987 sur le Fier en descente, puis à Vichy pour le slalom.
Hervé Molinero, du Club des Requins Bleus de Bourg-Saint-Maurice, fut le premier champion de France de ce sport dans ces deux disciplines et ce durant les 3 premières années. En 2013 fut réalisée la première compétition internationale en Indonésie, sur la rivière Citarum ; la première championne internationale est la Française Marine Schmitt et le premier champion international est le Français Bob Lataste. Tristan Guyard, Gaultier Lebegue, Aude Léonard, Marine Saragoni, Adeline Hachet font aussi partie des compétiteurs primés.

### La descente
La descente est la pratique la plus simple, dans laquelle la vitesse prédomine.
L'épreuve consiste à descendre 7 à 12 km d'une rivière de classe II à IV.
Les départs se font à intervalles réguliers et le classement se fait au temps.
Les rivières régulièrement utilisées sont le Fier, l'Isère, le Vézère, la Cure, etc.
Comme dans le canoë-kayak, le matériel s'est adapté pour cette activité, les palmes sont plus longues et les flotteurs plus effilés.

### Le slalom
Le slalom est une succession de 18 à 25 portes qu'il faut franchir selon la couleur de porte dans le sens de la rivière (porte verte) ou à contre-courant (porte rouge). Le classement se fait en fonction du temps réalisé, complété par les pénalités de parcours pour les portes touchées ou manquées, les deux descentes additionnées donnent ensuite le classement général.
Cette activité met en avant la technique et le potentiel d'analyse de la rivière et des mouvements de l'eau.

### Le free-style
Le free-style consiste à réaliser en surf des figures, imposées ou libres, dans un espace très restreint.
La Fun-cup, organisée en 1990 près d'Embrun, a inauguré ce type de compétition spectacle.
Ce domaine est très peu développé.

### Le marathon
C'est une épreuve sur une grande distance (40 km), en groupe ou en individuel, à réaliser en un minimum de temps.